# Santuari de la Mare de Déu de la Cabeza

Escut del Papa Benet XVI qui li concedí el títol de Basílica Menor.

El santuari de la Mare de Déu de la Cabeza (oficialment: Basílica y Real Santuario de la Santísima Virgen de la Cabeza) és un santuari ubicat al centre del Parc Natural de la Serra d'Andújar concretament al paratge del cerro del Cabezo, a 32 km al nord de la ciutat d'Andújar (província de Jaén). S'hi venera la imatge de la Virgen de la Cabeza, patrona d'aquesta ciutat, per una butlla del Papa Pius X del 18 de març de 1909 i de la diòcesi de Jaén per butlla del papa Joan XXIII del 27 de novembre de 1959.
El 25 d'octubre de 2008, el Papa Benet XVI concedí a aquest santuari Indulgències Plenàries, cosa que va ser un pas previ per anomenar-la 'basílica menor' el 21 d'abril de 2010.

## Origen
Segons la llegenda (i seguint la tradició de les «Verges trobades»), un pastor de Colomera (província de Granada), pasturava el seu ramat d'ovelles i cabres per la Sierra Morena prop del cim del Cabezo l'any 1227. Va veure unes llums i va sentir unes campanes i en acostar-s'hi va veure una petita imatge de la Verge qui li va comunicar que la seva voluntat era establir un temple en aquell lloc. A més la Verge hauria guarit el braç malalt d'aquell pastor.
El santuari es va construir entre 1287 i 1304 al cerro del Cabezo. Va ser molt reformat a finals del segle xvi.

## Romiatge
Des del segle xiii es fa un romiatge el darrer diumenge del mes d'abril, romiatge considerat com el més antic d'Espanya.

## Guerra civil espanyola
Durant la Guerra Civil espanyola s'hi refugiaren 200 guàrdies civils adherits a la sublevació del 18 de juliol de 1936 i les seves famílies, que durant mesos resistiren el setge de les forces lleials a la república, però l'1 de maig de 1937, amb el santuari ensorrat i la imatge de la verge destruïda pels bombardeigs, aquest va ser pres pels soldats republicans. Aquests fets es van portar al cinema l'any 1949 amb el film El santuario no se rinde.